# 神田京子
神田 京子（かんだ きょうこ、1977年3月29日 - ）は、女性講談師。落語芸術協会所属の真打。夫は詩人・パフォーマーの桑原滝弥。一男の母。本名は桒原 尚子。岐阜県美濃市出身。日本大学芸術学部放送学科卒業。

## 来歴
1999年、大学4年の時に二代目神田山陽に入門した。京子の由来は「今日、突然きたから」。2000年の二代目神田山陽の没後は神田陽子に師事する。
2005年6月、二ツ目に昇進する。2006年10月、桑原滝弥と結婚した。
2014年5月、八代目春風亭柏枝、五代目柳家小蝠と共に真打に昇進した。
2020年2月、山口県に移住し東京と二拠点生活を行う。

## 芸歴
- 1999年 - 二代目神田山陽に入門し、「京子」を名乗る。
- 2000年 - 二代目神田山陽の死去にともない、神田陽子門下に移籍。
- 2005年6月 - 二ツ目に昇進。
- 2014年5月 - 真打に昇進。

## 受賞歴
- 2021年（令和3年） - 第76回文化庁芸術祭大衆芸能部門優秀賞[3]
- 2021年（令和3年） - 岐阜県芸術文化奨励[4][5]
- 2022年（令和4年） - JFN賞2023 企画部門特別賞　JFNC／JFN/TOKYO FM共同制作『瀬戸内寂聴、ラジオ語り。（3）』「～寂聴と7人の男たち～」（ナレーション）[6][7]

## メディア

### 出演番組
- mix（テレビ山口）
- お昼はZENKAIラジオな時間（山口放送）
- オペラ寄席すぱげっ亭（NHK-FM）

### 過去の出演番組
- サンデージョッキー（NHKラジオ第一）
- くにまるワイド ごぜんさま～（文化放送）
- 志の輔ラジオ 土曜がいい!（文化放送）
- 大竹まこと ゴールデンラジオ!（文化放送） - とれたけ大竹タブロイド（毎週火曜・木曜）2007年5月8日 - 9月27日
- ハイビジョン特集 めざせ!駅弁日本一 (NHK BShi、2010年3月13日) - 語り
- 趣味悠々「フォト五七五」（NHK教育テレビ）
- 日曜バラエティー（NHKラジオ第一・不定期出演）
- 瀬戸内寂聴、ラジオ語り。～寂聴と７人の男たち～（JFN／TOKYO FM 2022年6月12日）[8]- 語り
- NHKスペシャル 老いる日本の“住まい”　第1回　空き家 1000万戸の衝撃（2023年10月1日）‐ 語り

### CM
- 岡崎住宅（中部地方限定）

## CD
- 鬼眼城（作・檜木田正史、ラインスタッフ・プロダクツ）